# Wallace Stevens
Wallace Stevens, född 2 oktober 1879 i Reading, Pennsylvania, död 2 augusti 1955 i Hartford, Connecticut, var en amerikansk poet.
Wallace Stevens anses vara en av de främsta modernistiska amerikanska poeterna. 1955 tilldelades han Pulitzerpriset och National Book Award för sina  Collected Poems.

### Postumt
- Opus posthumous (1957)
- The palm at the end of the mind (1972)
- Collected poetry and prose (1997)

## Svenska översättningar
- Dikter (översättning: Folke Isaksson) (Bonnier, 1957)
- Och världen i stillhet: valda dikter (översättning: Lars Nyström) (Ordström, 1983)
- Elva dikter (översättning: Bengt Jangfeldt och Ulf Linde) (Gedin, 1993)
- Om att bara finnas: dikter (översättning: Ulf Linde) (Wahlström & Widstrand, 1998)
- Mannen med den blå gitarren (översättning: Olle Thörnvall) (Ellerström, 2008)
- Klippan och andra dikter (översättning: Ingmar Simonsson) (Themis, 2009)